# П'єр-Франсуа-Леонар Фонтен
П'єр-Франсуа-Леонар Фонтен (фр. Pierre-François-Léonard Fontaine; 10 вересня 1762 — 3 жовтня 1853) — французький архітектор.
Разом з архітектором Шарлем Персьє вплинув на формування стилю ампір. З 1807 року був першим архітектором імператора Наполеона. Прославився як архітектор Лувру і Тюїльрі, а також Тріумфальної арки Каррузель у Парижі.
Самостійно реставрував палаци: Лувр, Тюїльрі і Версаль, а також шпиталь у Понтуа.

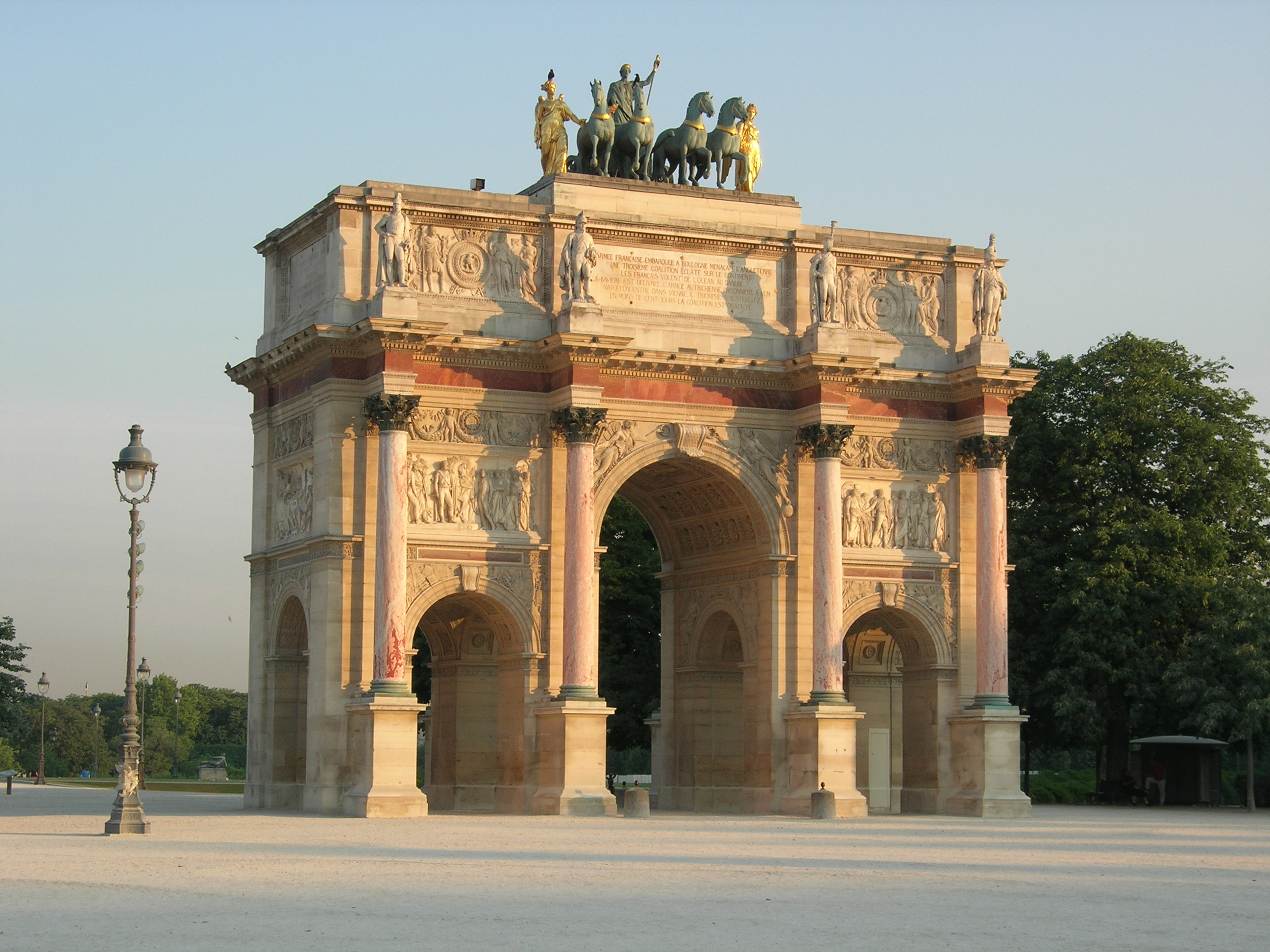
Арка на площі Каррузель

Похований на цвинтарі Пер-Лашез.

## Публікації
Разом з Персьє опублікував такі праці:
- 1798 : Palais, maisons et autres édifices modernes dessinés à Rome.
- 1811 : Description des cérémonies et des fêtes qui ont eu lieu pour le mariage de Napoléon Ier avec l'archiduchesse Marie-Louise.
- 1812 : Recueil de décoration intérieure concernant tout ce qui rapporte à l'ameublement.
- 1833 : Résidences des souverains de France, d'Allemagne, de Russie, etc.

- П'єр-Франсуа-Леонар Фонтен вів щоденник (Journal) з 1799 до 1853 року, опублікований у Парижі в 1987 році.